# セント・パトリック大聖堂 (メルボルン)
座標: 南緯37度48分36秒 東経144度58分34秒 / 南緯37.810098度 東経144.976122度

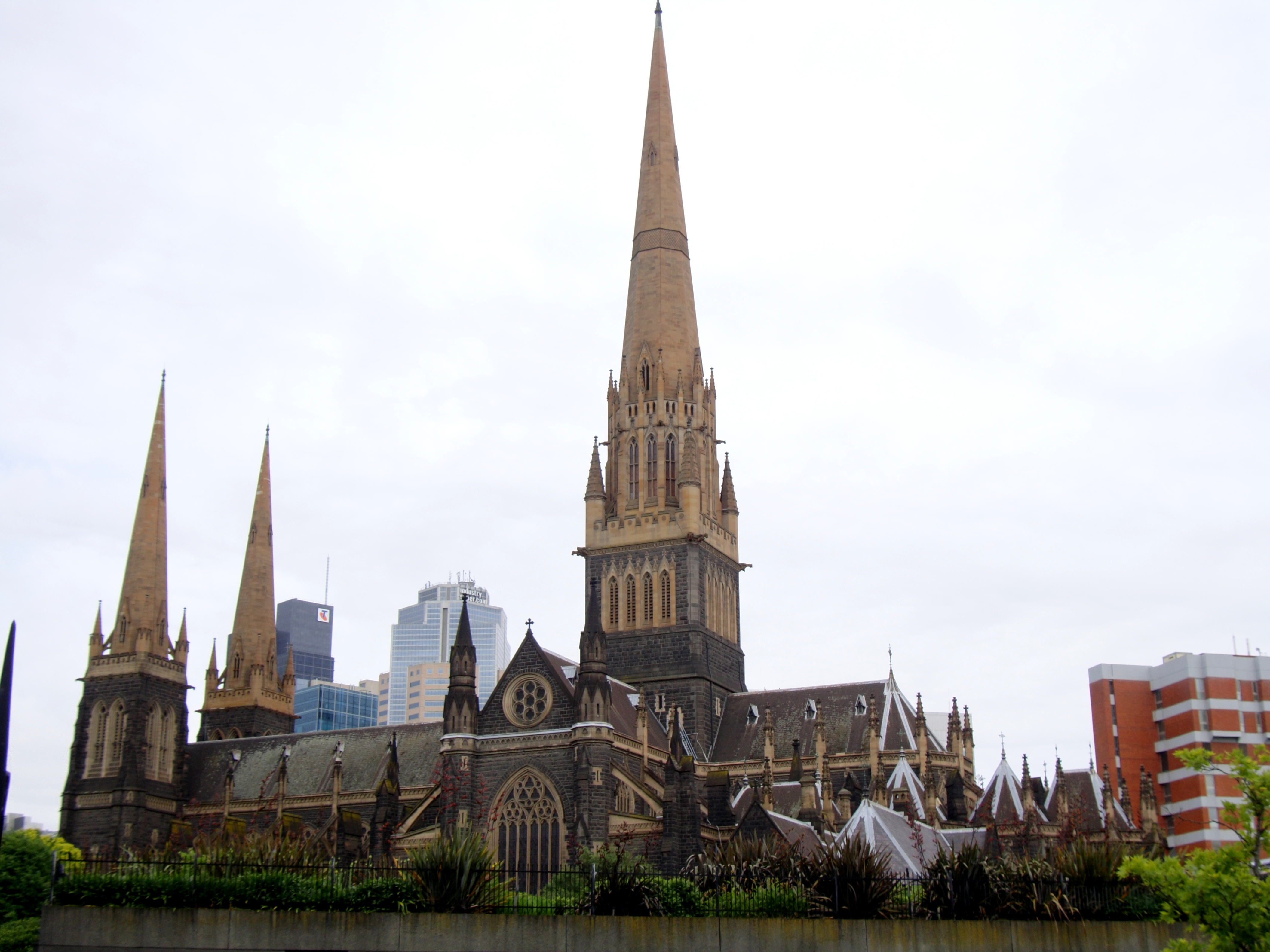
セント・パトリック大聖堂

セント・パトリック大聖堂 (英語: St Patrick's Cathedral) は、オーストラリアのメルボルンにあるローマ・カトリックのゴシック・リヴァイヴァル建築の大聖堂である。その名はアイルランドの聖人パトリキウスに由来している。
建物の寸法は全長103m、幅56m、高さ105mでオーストラリア最大規模の教会である。

## 歴史
1848年に聖アウグスチノ修道会が大聖堂建設計画を立て、植民地政府に陳情した。ウィリアム・ウォーデルにデザインを依頼した。ゴールドラッシュ期に建設が始まり、1939年に完成した。教皇パウロ6世が教会堂より上位のバシリカであると認定した。1986年に教皇ヨハネ・パウロ2世が公式訪問した。オーストラリア・カトリック大学はセント・パトリック大聖堂と連携を執って、大聖堂でコーラスを披露する。